# Tęgoskór korzeniasty

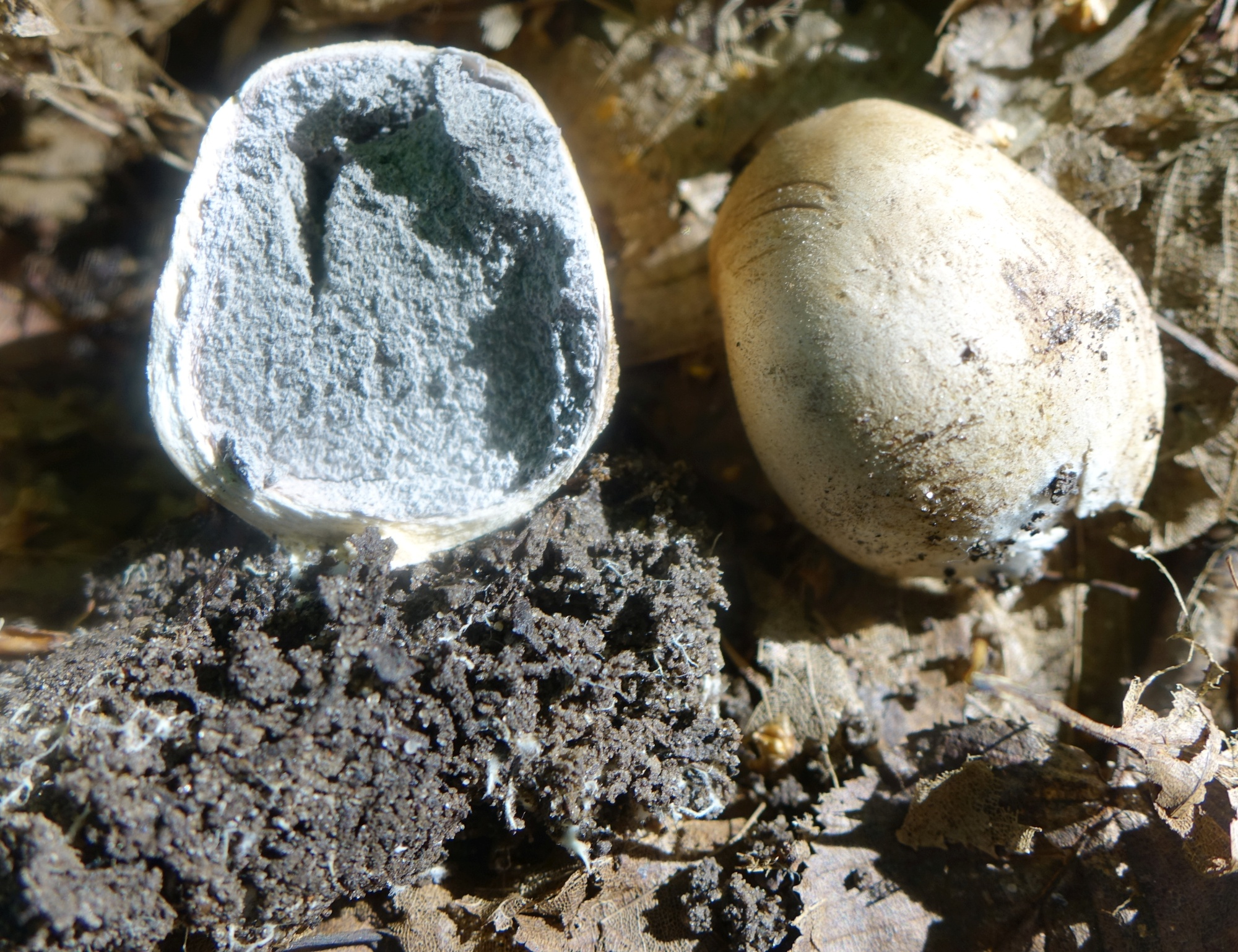

Tęgoskór korzeniasty (Scleroderma septentrionale Jeppson) – gatunek grzybów z rodziny tęgoskórowatych (Sclerodermataceae).

## Systematyka i nazewnictwo
Pozycja w klasyfikacji według Index Fungorum: Scleroderma, Sclerodermataceae, Boletales, Agaricomycetidae, Agaricomycetes, Agaricomycotina, Basidiomycota, Fungi.
Takson ten w 1998 roku opisał Mikael Jeppson na wydmach i piaszczystych wrzosowiskach w Finlandii.
Nazwę polską zaproponował Władysław Wojewoda w 2003 r.

## Morfologia
Owocniki
Średnica 2,5–6 cm, kształt w przybliżeniu kulisty. Ma dobrze wyodrębniony nibytrzon o długości 5–10 cm złożony z wiązek białawych ryzomorfów. Jest on zagłębiony w podłożu. Powierzchnia owocnika jest żółtawa, często nakrapiana, gładka lub delikatnie łuskowata, zwłaszcza na wierzchołku. Po zgnieceniu staje się ciemnoczerwona. Perydium o grubości 1–3 mm, w okresie dojrzewania zarodników pękające nieregularnymi szczelinami i dziurami. Czasem powstające po pęknięciu płaty odchylają się na zewnątrz, dzięki czemu taki owocnik staje się podobny do owocników gwiazdoszy (Geastrum). Gleba w młodych owocnikach mięsista i biała, podczas ich dojrzewania staje się fioletowobrązowa, w końcu czarna i pylista.
Cechy mikroskopowe
Zarodniki kuliste lub prawie kuliste, o wymiarach 8–16 µm, powierzchni gęsto kolczastej i siateczkowatej. Kolce mają długość 2–4 µm, czasem więcej.

## Występowanie
Znane jest występowanie tęgoskóra korzeniastego we wschodniej części Ameryki Północnej (USA i Kanada), na Grenlandii i na Półwyspie Skandynawskim. W piśmiennictwie naukowym na terenie Polski do 2003 r. podano jego stanowiska tylko w Kampinoskim Parku Narodowym w latach 1961–1968. Znalezione okazy Wanda Rudnicka-Jezierska opisała jako Scleroderma macrorrhizon Wallr. W 2004 r. Marcin Piątek stwierdził, że były to okazy Scleroderma septentrionale. W 2009 r. podano nowe stanowiska tego gatunku na Pustyni Błędowskiej i w Olkuszu, w 2015 w Puszczy Kampinoskiej. Aktualne stanowiska tego gatunku podaje także internetowy atlas grzybów. W latach 1995–2004 gatunek ten podlegał ochronie częściowej, a od roku 2004 podlega ochronie ścisłej bez możliwości zastosowania wyłączeń spod ochrony uzasadnionych względami gospodarki rolnej, leśnej lub rybackiej.
Naziemny, być może mykoryzowy żyjący w symbiozie z drzewami iglastymi, ale najprawdopodobniej saprotroficzny, jego owocniki często bowiem znajduje się z dala od drzew. Siedlisko: wydmy. Aby mógł się w tym niestabilnym i przesuwanym przez wiatr podłożu utrzymać wytwarza splot ryzomorfów o długości do 10 cm.